# Salamandra
Salamandra – rodzaj płazów ogoniastych z podrodziny Salamandrinae w rodzinie salamandrowatych (Salamandridae).

## Zasięg występowania
Rodzaj obejmuje gatunki występujące w środkowej i południowej Europie, północno-zachodniej Afryce i zachodniej Azji.

## Systematyka

### Etymologia
- Salamandra: łac. salamandra „salamandra”, od gr. σαλαμανδρα salamandra „salamandra”[9][7].
- Dehmiella: Richard Dehm (1907–1996), niemiecki paleontolog; łac. przyrostek zdrabniający -ella[4]. Gatunek typowy: Dehmiella schindewolfi Herre & Lunau, 1950 (takson kopalny)[8].
- Algiandra: niem. Algierien „Algieria”; rodzaj Salamandra Laurenti, 1768[5]. Gatunek typowy: Salamandra maculosa var. algira Bedriaga, 1883.
- Alpandra: łac. Alpes „Alpy”; rodzaj Salamandra Laurenti, 1768[6]. Gatunek typowy: Salamandra atra Laurenti, 1768.
- Corsandra: łac. Corsica „Korsyka”; rodzaj Salamandra Laurenti, 1768[6]. Gatunek typowy: Salamandra corsica Savi, 1838.
- Mimandra: łac. mima „aktorka, kobieta mim”; rodzaj Salamandra Laurenti, 1768[6]. Gatunek typowy: Salamandra lanzai Nascetti, Andreone, Capula & Bullini, 1988.
- Oriandra: łac. oriens, orientis „wschód”; rodzaj Salamandra Laurenti, 1768[7]. Gatunek typowy: Salamandra maculosa var. infraimmaculata Martens, 1885.

### Podział systematyczny
Do rodzaju należą następujące gatunki:
- Salamandra algira Bedriaga, 1883
- Salamandra atra Laurenti, 1768 – salamandra czarna
- Salamandra corsica Savi, 1838 – salamandra korsykańska
- Salamandra infraimmaculata Martens, 1885
- Salamandra lanzai Nascetti, Andreone, Capula & Bullini, 1988 – salamandra kotyjska[10]
- Salamandra salamandra (Linnaeus, 1758) – salamandra plamista